# Глобальні проблеми людства
Глобальні проблеми людства — проблеми, які стосуються всього світу, призводять до значних, нерідко незворотних соціальноекономічних і біологічних втрат на планеті, створюють загрозу існуванню людства і потребують для свого розв’язання координованої співпраці всіх країн.
Серед сучасних глобальних проблем розрізняють кілька груп: політичні, етнічні, демографічні, економічні, соціальні, продовольчі, екологічні. Серед них, своєю чергою, виокремлюють вужчі аспекти, що впливають на окремі сторони життя людства. Наприклад, проблема етнічних воєн, енергетична проблема, проблеми освіти та охорони здоров’я тощо.

## Поняття глобалізації
Глобалізація як процес не вкладається в рамки однозначності. Це — глибоко діалектичне явище, в якому переплітаються стимули інтеграції й взаємовідштовхування, виникають і нові транснаціональні соціальні зв'язки й простори, і нові різновиди локальних культур.

## Історія питання
Більшість дослідників схильні вважати, що 60-ті роки XX століття, це умовна дата кінця індустріальної ери і початку нової епохи, для визначення якої вживають багато різноманітних назв. Найбільш вживаними є: «постіндустріальна епоха» (Д. Белл). У зв'язку з цим, перелік та диференціацію проблем сучасної доби, можна відраховувати від цього часу, хоча мисленнєво-філософські розробки планетарного мислення та передбачення могли передувати цим часовим рамкам і вони вказуватимуться у контексті теми (мальтузіанство, ноосфера у концепції Вернадського, енергія прогресу у контексті Руденка тощо).
Певним чином і ще до загострення проблем ситуація контролювалася Ялтинсько-Постдамськими домовленостями, що постулювали рівність народів і рас, обмеження права держав на ведення війни, а також рівність великих і малих країн. У Віденському або Версальсько-Вашингтонському порядках вважалися нормальними стан війни і права одних народів вирішувати свої проблеми за рахунок інших. Але Ялтинсько-Постдамський уклад втратив чинність з розпадом СРСР в 1991 році.

### Сучасний етап
Спочатку спроба показати загальний стан проблем Людства — через філософське осмислення історично сформованої ситуації Людства, охоплення вузла викликів сучасності з точки зору нинішніх знань про розвиток людини, цивілізації і накопичених наукових даних про загрози життю на Планеті.

### Проблематика

Поточний статус дев’яти планетних меж (2023).

- Екологія: деградація земель — екологічні проблеми сучасності — озонові діри — парниковий ефект — проблема регулювання промислових викидів — проблеми руйнування екосистем — екологічні лиха — проблеми геоактивності — проблеми геліоактивності — проблеми світового господарства
- Економіка: Вичерпання факторів виробництва — глобальна конкурентноспроможність — економічна парадигма — Інтеграція та дезінтеграція господарських ринків (інтеграційні утворення в Європі, Азії, Америці) — затратні виробництва — нові моделі економічного розвитку — перерозподіл блага між традиційними та новими економіками — Ресурсний потенціал сучасної цивілізації — Сталий розвиток
- Енергетика: Енергетична криза — проблема безпеки АЕС, нових енергоблоків та наслідки виведення АЕС з експлуатації — Аварії на атомних електростанціях (Японія, 1997, 2011; Україна, 1986)
- Медицина: контроль народжуваності та демографічні програми у країнах, що розвиваються — СНІД — старіння людини — санітарно-ветеринарний контроль проти пандемій та їх загроз (грип пташиний, грип свинячий, COVID-19)
- Космос та космічні технології: космічне сміття та забруднення космосу — Ноосферно-космічна цивілізація
- Озброєння: контроль озброєнь — контроль атомних технологій («Атомний клуб»)
- Природа: межі розуміння природи — самозародження речовини
- Політика: взаємопристосування господарських механізмів та інституціональних структур на міждержавному і міжнародному рівнях — гармонізація національної й міжнародної економічної політики — уніфікація господарського законодавства
- Промисловість: Постіндустріальна модель розвитку — Третя промислова революція
- Суспільство: гіпотеза другого демографічного переходу — експорт демократії — зближення націй (асиміляційний характер глобалізації) — перенаселення — продовольча проблема — соціально-економічний розвиток — цивілізаційний розвиток — технологічна революція
- Технології: інформатизація (у глобальному вимірі) — машинна ера — обмеженість сучасних технологій — технологізація

## Стадії вивчення
Глобальні проблеми людства є наслідком протистояння з одного боку природи, а з іншого — людської практики, культури людства, а також невідповідності або несумісності різноспрямованих тенденцій в ході розвитку самої людської культури. Природа існує за принципом негативного зворотного зв'язку (див. біотична регуляція довкілля), тоді як людська культура — за принципом позитивного зворотного зв'язку.
Геоглобалістика — міждисциплінарний науковий підхід, спрямований на комплексний розгляд глобальних проблем людства та пошук шляхів їх вирішення.

## Філософські концепції
- Катастрофа, катастрофізм
- мальтузіанство
- технократія, менеджеризм
- утопізм, суспільство загального благоденства
- фаталізм
- гіліазм та апокаліпса, проблема апокаліпсису
- кінець історії
- теплова смерть усесвіту

## Персоналії
- Вернадський Володимир
- Гаврилишин Богдан
- Кузнець Симон